# Casearia guianensis
Espèce
Synonymes
Selon Tropicos (6 juin 2024)
- Athenaea guianensis (Aubl.) J.F. Gmel.
- Casearia arguta Kunth
- Casearia ramiflora Vahl
- Iroucana guianensis Aubl. - Basionyme

Selon GBIF (6 juin 2024)
- Athenaea guianensis (Aubl.) J.F.Gmel.
- Casearia athenaea (Aubl.) Schreb.
- Casearia athenaea (Aubl.) Schreb. ex Forsyth fil.
- Casearia fallax Miq.
- Casearia guianensis (Aubl.) J.R.Johnst.
- Casearia ramiflora Vahl
- Casearia ramiflora var. spinosa (Willd.) Griseb.
- Guidonia ramiflora (Vahl) M.Gómez
- Guidonia ramiflora var. spinosa M.Gómez
- Iroucana guianensis Aubl. - Basionyme
- Samyda iroucana Rich.
- Samyda octandra Sessé & Moc.

Casearia guianensis est une espèce d'arbre d'Amérique du sud, appartenant à la famille des Salicaceae.
Il est connu au Venezuela sous les noms de Cuspa, Rastrojero, Tapaculo

## Description
Casearia guianensis est un arbuste ou un arbre haut de 4-15 m.
Les feuilles mesurent 7-19 × 3-7 cm, sont généralement obovales, lâchement pubescentes sur la face inférieure, au moins sur les nervures principales, grossièrement dentelées-crénelées à subentiformes, généralement brun séchant ou rougeâtre ou brun verdâtre.
Les pétioles sont longs de 5-10 mm.
Les fleurs sont longues de 4-5 mm, sur des pédicelles longues de 4-6 mm.
On compte 8 étamines, avec les lobes du disque interstaminaux.
Le style est entier.
Le fruit est une capsule charnue de 6-10 mm de diamètre.

En 1953, Lemée propose la description suivante de Casearia guianensis :

« C. guianensis Urb. (Iroucana g. Aubl., O. fallax Miq., C. ramiflora Vahi). Petit arbre ou arbrisseau inerme un peu poilu sur les petits rameaux, les feuilles et les fleurs ; feuilles de 0,08-0,18 sur 0,03-0,05, oblongues crénelées papyracées avec 6-8 paires de nervures latérales ; fleurs axillaires ou sur des rameaux défeuillés, fasciculées, à pédicelle articulé près de la base, calice en général pubescent-brunâtre, 8 ,étamines, ovaire plus ou moins poilu, style simple ; fruit de 0,06-0,12, ellipsoïdal ou subglobuleux, blanc et souvent brunâtre sur un côté, graines à grille orangé. - Cayenne (Sagot) ; herbier Lemée : Cayenne, Passoura (fleurs blanches). »

— Albert Lemée, 1953.

## Répartition
Casearia guianensis est présent de la Panama au Brésil en passant par les Antilles, la Colombie, le Venezuela, le Guyana, le Suriname, et la Guyane.

## Écologie
L'écologie de Casearia guianensis pousse dans les forêts ripicoles à feuillage caduc ou persisitant, à 100-300 m d'altitude.
On a isolé des diterpènes de ses feuilles.

## Protologue

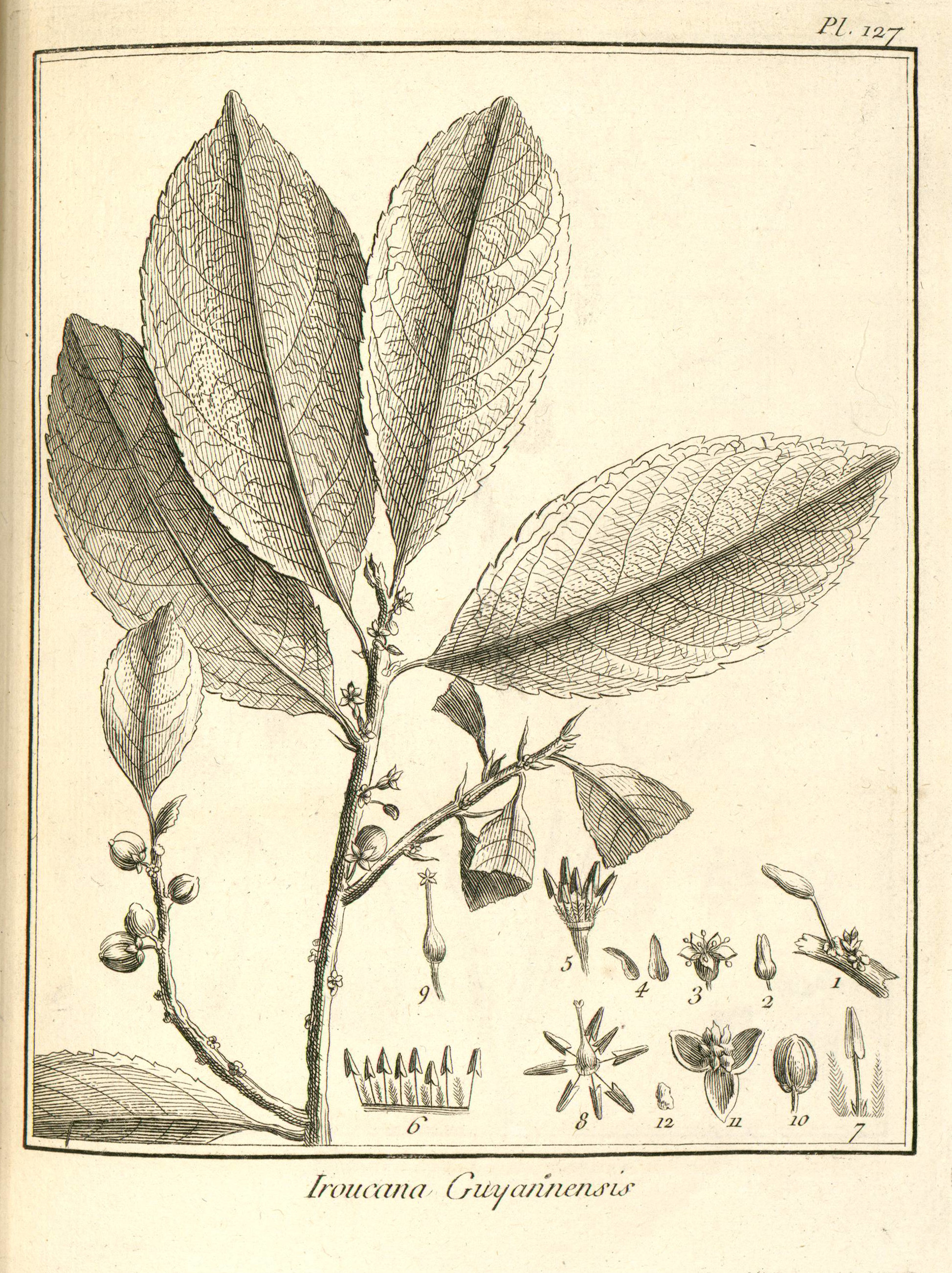
Casearia guianensis par Aublet (1775)

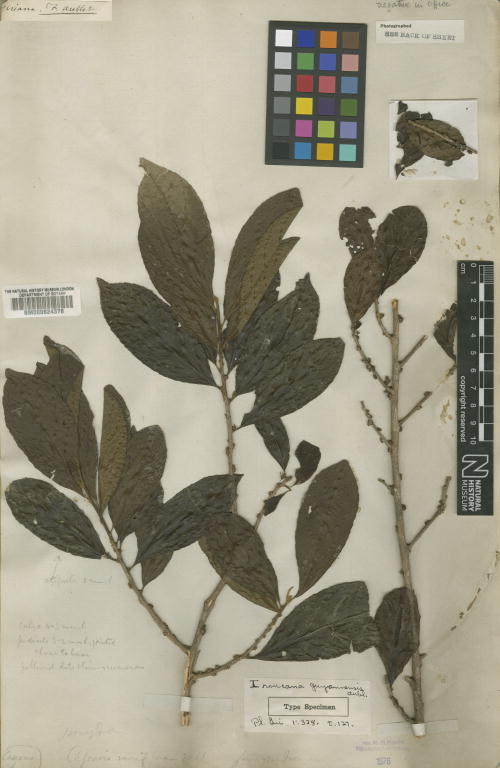
échantillon type de Casearia guianensis collecté par Aublet en Guyane

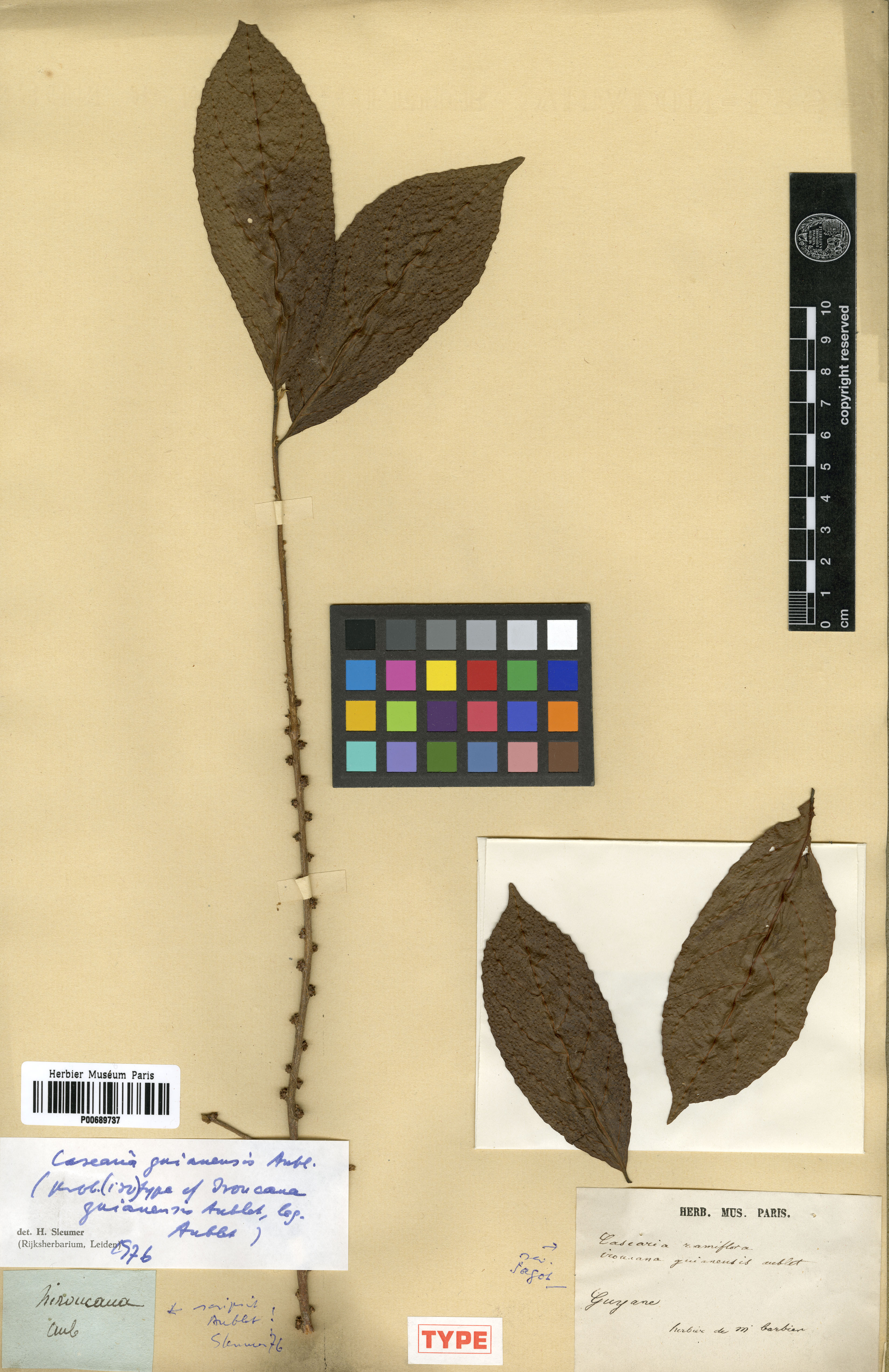
échantillon type de Iroucana guianensis (syn. Casearia guianensis) collecté par Aublet en Guyane

En 1775, le botaniste Aublet a décrit Casearia guianensis sous le nom de Iroucana guianensis, et en a proposé le protologue suivant : 

« 1. IROUCANA (guianenſis). (Tabula 127.)
Frutex ramoſus. Folia alterna, ovata, glabra, dentata, petiolata, decidua, ſtipulata ; stipulis minimis, acutis, deciduis. Flores pedunculati, faſciculati, axiilares, & ſupra tubercula caulis & ramorum. Perianthium album. Capsula ſubcarnoſa, ſubviolacea.
Florebat & fructum ferebat Septembri.
Habitat prope maris littora Caiennæ & Guianæ.

L'IROUCANE de la Guiane. (PLANCHE 127.)
Cet arbrisseau pouſſe une tige branchue, rameuſe & caſſante. Elle eſt couverte d'une écorce ridée, griſâtre ; ſon diamètre eſt de quatre à cinq pouces. Les branches & les rameaux ſont garnis de feuilles alternes, vertes, liſſes, ovales & dentelées, longues de quatre pouces ſur environ deux de largeur. Leur pédicule eſt fort court, & porte à ſa naiſſance, de chaque côté, une petite stipule qui tombe.
Les fleurs naiſſent pluſieurs enſemble à l'aiſſelle des feuilles, ou ſur de petits tubercules qui ſe trouvent ſur les branches, & ſur les rameaux, au deſſous de l'inſertion des feuilles après leur chute. Ces fleurs ſont pour l'ordinaire portées chacune ſur un petit pédoncule.
Leur calice eſt blanc, diviſé en cinq pièces courtes & aiguës.
Il n'y a point de corolle.
Les étamines ſont au nombre de huit, dont trois plus courtes que les cinq autres ; & entre chaque étamine eſt une houppe de poils blancs très fins. Ces étamines ſont attachées ſur un diſque qui entoure un ovaire ; leurs filets ſont blancs, charnus ; leurs anthères jaunes, longues & à deux bourſes.
Le piſtil eſt un ovaire vert, arrondi, ſurmonté d'un style blanc, charnu, terminé par un stigmate applati en étoile à cinq rayons.
L'ovaire devient une capsule verte tirant ſur le violet ; elle s'ouvre en trois ou quatre valves charnues, concaves, au centre deſquelles eſt un placenta charge de trois, quatre ou cinq graines rondes, couvertes & enveloppées d'une membrane pulpeuſe, viſqueuſe, de couleur d'écarlate.
Cet arbriſſeau perd ſes feuilles, & alors tous ſes fruits ſe trouvent a découvert. l'écorce, les feuilles & les fruits ſont acres & aromatiques. Son fruit eſt nommé CAFFÉ DIABLE par les Créoles.
Il croît ordinairement à un quart de lieue du bord de la mer, dans des terreins ſablonneux. Je l'ai trouvé en pluſieurs endroits de l'île de Caïenne & de la terre ferme.
II étoit en fleur & en fruit dans le mois de Septembre. »

— Fusée-Aublet, 1775.